# TOAD
Toad ist die Bezeichnung mehrerer grafischer Software-Werkzeuge der Firma Quest Software für die Entwicklung und Administration unterschiedlicher SQL-Datenbanksysteme.
Das ursprüngliche Produkt wurde für die komfortable Erstellung und das Debugging von SQL-Skripten sowie PL/SQL-Programmen für Oracle-Datenbanken entwickelt. Aus dieser Zeit stammt das Akronym (Tool for Oracle Application Developer). Seit der Entwicklung von Versionen für Datenbanksysteme anderer Hersteller wird der Begriff „Toad“ von Quest Software nicht mehr als Akronym erklärt, sondern als registrierter Name einer Produktfamilie verwendet. TOAD ist inzwischen auch für Datenbanken wie IBM-DB2, Microsoft SQL Server und MySQL erhältlich.

## Anwendungsbereiche
Im Laufe der letzten Jahre wurde die Funktionalität des Produkts erweitert, sodass es heute im Wesentlichen drei Anwendungsbereiche gibt: PL/SQL-Programmentwicklung, Datenbankadministration und Datenanalyse. Für die PL/SQL-Programmentwicklung stehen neben der Debuggingfunktion eine Codeüberprüfung (Code Tester), eine Knowledge Base sowie diverse Tuning-Hilfen zur Verfügung.
Der Funktionsumfang beinhaltet auch einen Vergleich von Objekten, Schemata oder Datenbanken, ein LogMiner Interface sowie die Möglichkeit in der gleichen oder einer anderen Datenbank Objekte, User, Tablespaces etc. mit identischem Aufbau anzulegen.
Außerdem enthält TOAD Funktionen für weniger versierte Datenbank-Anwender und Analysten. Dazu gehören neben einem grafischen Query-Builder und der Möglichkeit, Ergebnisfenster nach Microsoft Excel zu exportieren, vor allen Dingen eine eigene Reporting Engine, sodass es möglich ist, aus TOAD heraus Unternehmensreports mit Grafiken etc. zu erstellen.